# Vladimir Loukine
Pour les articles homonymes, voir Loukine.
Vladimir Petrovitch Loukine (en russe : Владимир Петрович Лукин) est un diplomate et homme politique russe né le 13 juillet 1937 à Omsk. Il est membre et député du parti Iabloko, ombudsman de la fédération de Russie.

## Biographie
De 1961 à 1965, Vladimir Loukine collabore avec l’Institut des sciences économiques mondiales et des relations internationales de Moscou. Il devient ensuite rédacteur de la revue internationale Problems of the world and socialism, dont le siège est à Prague. En 1968, il est expulsé de Prague vers l'URSS en raison de son opposition à l’invasion de la Tchécoslovaquie par les troupes du pacte de Varsovie.
Entre 1968 et 1987, il collabore avec l’Institut des études américaines et canadiennes de l’Académie des sciences de l’URSS.
Vladimir Loukine entre au ministère des Affaires étrangères de l’URSS en 1987.
En 1990, il est élu député au Soviet suprême de la république soviétique fédérative socialiste de Russie.
Entre 1992 et 1993, il est ambassadeur de la Russie aux États-Unis.
En 1993, il est élu à la Douma d’État et participe à la fondation du Iabloko. Il est membre du groupe Iabloko à la Douma. Entre 1995 et 1999, il préside le Comité des affaires internationales de la Douma d'État.
Vladimir Loukine est un ancien président suppléant de la Douma d’État. Il est le rapporteur pour les droits de l'homme en Russie. Il est aussi un spécialiste des relations russo-américaines et en particulier des questions de désarmement. À ce titre, il est membre directeur de l'organisation internationale Nuclear Threat Initiative.
Il participe aussi au Conseil des politiques étrangère et de défense de la Russie, un « think tank ».